# 서산 문수사 소조나한상 일괄
서산 문수사 소조나한상 일괄(瑞山 文殊寺 塑造羅漢像 一括)은 대한민국 충청남도 서산시 운산면, 문수사에 있는 조선시대의 불상이다. 2011년 7월 20일 충청남도의 문화재자료 제417호로 지정되었다.

## 개요
문수사 극락보전의 오른쪽(향)에는 높은 단을 마련하여 여래좌상 1구, 보살상 1구, 보살상 2구, 16나한상, 제석천 2구를 안치하하고 있다. 그러나 여래상과 마치 본존불처럼 중앙에 놓여 있는 보살좌상은 다른 상들과 양식상 구별되는 점에서 함께 제작된 작품은 아닌 것으로 추정된다. 따라서 원래의 본존불인 석가여래상은 현재 없어졌다. 두 구의 보살상은 두 손의 위치만 바뀌었을 뿐 보관을 쓰고 변형편단 우견에 편삼을 입은 착의법으로 거의 비슷하다. 두 손의 위치에서 원래 좌우협시상으로 판단되며 16나한상의 삼존불인 제화갈라와 미륵으로 추정된다.
나한상은 모두 민머리의 승형에 가사를 걸치고 있으며 머리 위로 옷을 덮어 쓴 복두의 나한과 호랑이가 있는 복호나한을 비롯하여 거북, 파초, 염주를 작고 있거나 합장 또는 무릎을 감싼 포슬 나한 등 일반적인 조선후기 16나한상의 도상을 따르고 있다.
대부분 나한상의 밑면 내부에는 복장물이 들어 있는데 발원문 없이 약 6.5cm의 오보병을 황초폭자가 싼 형태에 봉서 되어 있다. 황초폭자는 연녹색의 실로 묶어 있는 상태이며 앞 부분에 “南”과 같은 방위 표시가 되어 있다. 오보병은 오방색으로 묶인 상태이나 각기 분홍, 파랑, 보라, 소라색 등으로 방위를 정확하게 알 수 없는 상태이며 봉서를 풀면 “證師 雪浩 湜封”이라는 묵서가 쓰여 있다. 증사 설호는 1690년 《홍성 용봉사 괘불》에 “증사설호”가 등장하고 있어 같은 인물로 추정된다.
이 20구의 작품들은 내부에 목심이 남아 있어 소조불로 추정되며, 현재 두껍게 칠해진 채색으로 원래의 모습과는 다소 다른 것으로 판단되며 17세기말경 제작되었을 것으로 추정된다.
문수사 16나한상은 새로 칠한 채색으로 고졸함이 없으며 크기도 작은 편이지만 다양하면서도 자연스러운 자세와 지물 등에서 조선후기 나한상의 형식을 충실하게 따르고 있는 작품으로 복장물에서 비록 발원문은 없지만 황초폭자를 싼 봉서에 묵서로 적힌 ‘증사 설호’라는 이름에서 법식을 주관한 승려의 이름과 더불어 대체적인 제작연대도 짐작할 수 있다. 현재 모셔져 있는 22구 중 보살상과 여래상 등 2구를 제외한 20구를 조선후기 나한상의 도상 및 형식을 잘 따르고 있고 조선후기 17세기말 경의 작품으로 불교사적 가치가 높다.

## 같이 보기
- 문수사
- 문수사극락보전 - 충청남도 유형문화재 제13호
- 문수사금동여래좌상 - 충청남도 유형문화재 제34호

## 참고 자료
- 서산 문수사 소조나한상 일괄 - 국가유산청 국가유산포털